# Kaieteurosaurus hindsi
Kaieteurosaurus hindsi is een hagedis uit de familie Gymnophthalmidae.

## Naamgeving
Kaieteurosaurus hindsi werd voor het eerst wetenschappelijk beschreven door Philippe J. R. Kok in 2005. Het is de enige soort uit het monotypische geslacht Kaieteurosaurus. De wetenschappelijke geslachtsnaam Kaieteurosaurus betekent vrij vertaald 'Kaieteur-hagedis' en slaat op het verspreidingsgebied. De soortaanduiding hindsi is een eerbetoon aan de Guyanese politicus Sam Hinds die toentertijd in zijn functie als Minister-president het onderzoek naar de soort mogelijk maakte.

## Uiterlijke kenmerken
De kopromplengte is ongeveer 4,4 centimeter. Het lichaam is enigszins afgeplat, de staart is rond en relatief lang, tot 1,3 maal de lichaamslengte. De poten zijn goed ontwikkeld en hebben vijf vingers en tenen die allemaal kleine klauwtjes dragen.

## Verspreiding en habitat
De hagedis komt voor in delen van Zuid-Amerika en leeft endemisch in Guyana. De soort is alleen aangetroffen in het natuurreservaat Kaieteur National Park.